# نورمان كول
نورمان كول (بالإنجليزية: Norman Cole)‏ (7 نوفمبر 1913 في المملكة المتحدة - 29 نوفمبر 1976 بساوثهامبتون في المملكة المتحدة) هو لاعب كرة قدم بريطاني (وحمل سابقاً جنسية المملكة المتحدة لبريطانيا العظمى وأيرلندا) في مركز الهجوم. لعب مع نادي ساوثهامبتون ونورويتش سيتي.